# Giovanni Battista Sidotti
Giovanni Battista Sidotti (1668 Palermo – 27. listopadu 1714) byl italský jezuita a misionář.

## V Evropě
Sidotti se narodil v roce 1668 jako druhý syn šlechtické rodiny v Palermu, hlavním městě Sicílie ve Středozemním moři na jihu Itálie. Palermo bylo kosmopolitní město s jedinečným klimatem, které bylo směsicí latinské, řecké a arabské kultury. Sidotti do svých 22 let studoval v semináři při palermské katedrále a po jeho absolvování se přes moře vydal do věčného města (Řím).
Ve Vatikánu studoval nejen teologii, ale také matematiku, rétoriku, filozofii, fyziku a etiku, které tam byly v té době vyučovány na nejvyšší evropské úrovni. Stále mladý byl jmenován soudním radou a měl před sebou kněžskou budoucnost. Ve 32 letech však požádal papeže o misijní práci v Japonsku, které tou dobou již bylo v izolaci (sakoku). Po třech letech studia japonského jazyka a kultury na Papežské univerzitě Urbaniana v rámci obdržel od Klementa XI. misijní poslání do Japonska s podmínkou „pokud Japonsko misijní práci povolí“.

## Dálný Východ
Začátkem července 1703 vyplul třiceti pěti letý Sidotti z Janova přes Gibraltarský průliv, kolem mysu Dobré naděje na jižním cípu Afriky, kolem Indie do Manily. Cesta tam mu trvala více než jeden rok. Po příjezdu do Manily (21. července 1704) se Sidotti věnoval péči o nemocné a rozšíření místního semináře. Ten v Manile stále stojí, nazývá se San Carlos Seminary. V době Sidottiho působení se ovšem jmenoval Real Colegio Seminario de San Clemente.
V Manile tehdy žila skupina japonských trosečníků, od kterých Sidotti získal aktuální informace o Japonsku. Sidotti věděl, že Japonsko bylo pro cizince nepřístupnou zemí, ale i tak se tam rozhodl na vlastní nebezpeční vydat. Podařilo se mu dostat se na obchodní loď plující do Jakušimi. Před vyloděním se převlékl do oděvu v japonském stylu (měl dokonce i meč), nicméně i tak byl brzy po přistání (10. října 1708 v noci) odhalen, zatčen a převezen do Nagasaki a následně do Eda.

## V Japonsku
Roku 1709 byl převezen do hlavního města Eda, kde byl čtyři dny vyslýchán japonským politikem a konfuciánským učencem Hakuseki Araiem. Jednalo se o první setkání dvou učenců japonských a západoevropských civilizací od počátku období sakoku v 17. století. Hakuseki byl překvapen Sidottiho erudicí, zejména z astronomie a geografie, která přesahovala znalosti dostupné v tehdejším Japonsku.
Haruseki si Sidottiho vážil nejen pro jeho znalosti, ale i pro jeho vystupování. Tento pocit byl opětován a i Sidotti začal Hakusekimu důvěřovat. Sidotti se mimo jiné snažil Hakusekiho přesvědčit, že na rozdíl od tehdejšího japonského přesvědčení neměli západní misionáři být předvojem západních armád.
Hakuseki nezastával v Japonsku tehdy zakořeněný názor, že nejlepší je křesťany mučit, dokud se nezřeknou své víry. Doporučil svým nadřízeným, aby s cizinci jednali jedním ze tří způsobů. Pokud je to možné, měli by být deportováni, pokud ne, měli by být uvězněni. Poprava by měla být až poslední možností. Hakusekiho doporučení deportace nemělo ve své době obdoby. Šógunát nakonec rozhodl Sidottiho uvěznit v Kirišitan Jašiki (切支丹屋敷, Kirishitan Yashiki), což bylo vězení, ve kterém byli vězněni i ostatní misionáři, kteří navzdory zákazu do Japonska proniknuli.
Když však Sidotti konečně dostal příležitost diskutovat o zásadních bodech křesťanství, rozumět si přestali. Hakuseki považoval Sidottiho výklad za povrchní a absurdní. Nemohl uvěřit, že mluví tatáž osoba. Sidotti tvrdil, že veškeré stvoření existuje díky existenci Stvořitele.

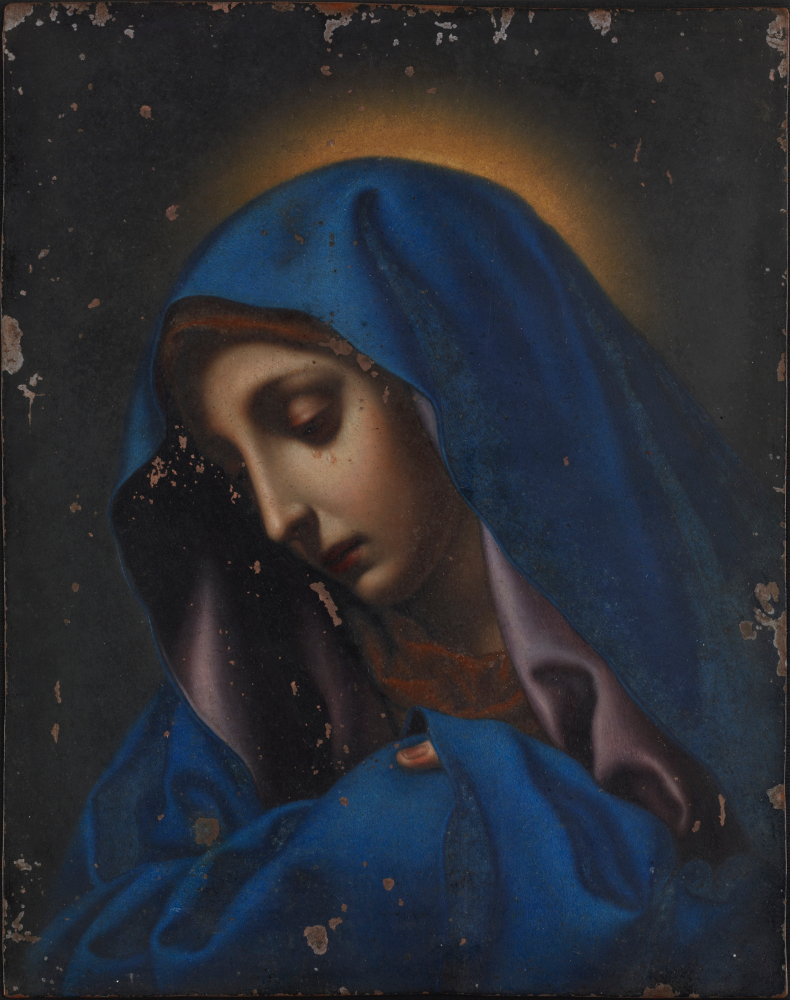
Obrázek Panny Marie dochovaný v Národním muzeu v Tokiu.

Protože se Sidotti v Kirišitan Jašiki nijak nesnažil (ani nemohl) vykonávat misionářskou činnost, byl ušetřen mučení. Navíc s ním nebylo zacházeno jako s vězněm, ale dostalo se mu zvláštního zacházení, které se spíše podobalo domácímu vězení (五人扶持, go-nin fuchi). Jeho hlídači byli staří manželé Chósuke a Haru, dva bývalí křesťané, kteří se své víry zřekli. Když se ale v roce 1714 Chosuke i Haru přiznali, že je Sidotti pokřtil, byli spolu se Sidottim uvězněni v podzemním žaláři, kde také zemřeli.
Sidottiho byl zazděn v úzké díře vysoké asi 180 cm, která měla jen malý otvor, kterým se k němu dostávalo trochu jídla. Tam Sidotti 21. října 1714 ve věku 46 let zemřel.
V Římě dlouho nebyl osud misionáře Sidottiho znám a do jeho mise byly vkládány velké naděje. Když už Sidotti dožíval ve své kobce, poslal mu papež jmenování apoštolským vikářem Japonska. Sidotti již tento dokument nikdy nespatřil.
Ze Sidottiho pozůstalosti se dochoval malý obrázek Panny Marie nazvaný oyayubi no seibozó (親指の聖母像). Nachází se v Národním muzeu v Tokiu.
Roku 2014 byly při vykopávkách v bývalém Kirišitan Jašiki Sidottiho pozůstatky. Tokijské přírodovědné muzeum pak díky grantu ve výši 2 milionů jenů znovu sestavilo z jednotlivých fragmentů Sidottiho lebku a zrekonstruovalo jeho obličej.